# 83e breedtegraad noord
De 83e breedtegraad noord is een denkbeeldige cirkel om de Aarde op 83 graden ten noorden van de evenaar. De breedtegraad is slechts 7 graden ten zuiden van de geografische Noordpool.
De 83e breedtegraad noord ligt vrijwel in zijn geheel in de Noordelijke IJszee. Maar het passeert het noorden van Ellesmere-eiland ongeveer 60 kilometer ten noorden van Alert op het eiland. Het uiterste noorden van Canada is Kaap Columbia. Het Ellesmere-eiland wordt door de Lincolnzee gescheiden van Groenland.
Ook het uiterste noorden van Groenland is ter hoogte van de 83e breedtegraad. Het is Kaap Morris Jesup, dat het uiterste noorden is van het vasteland van Groenland. Het Kaffeklubbeneiland is het meest noordelijke land op Aarde en behoort ook tot Groenland. De afstand tot de Noordpool bedraagt vanaf hier slechts 700 km.